# Benjamin Kolum Kiptoo

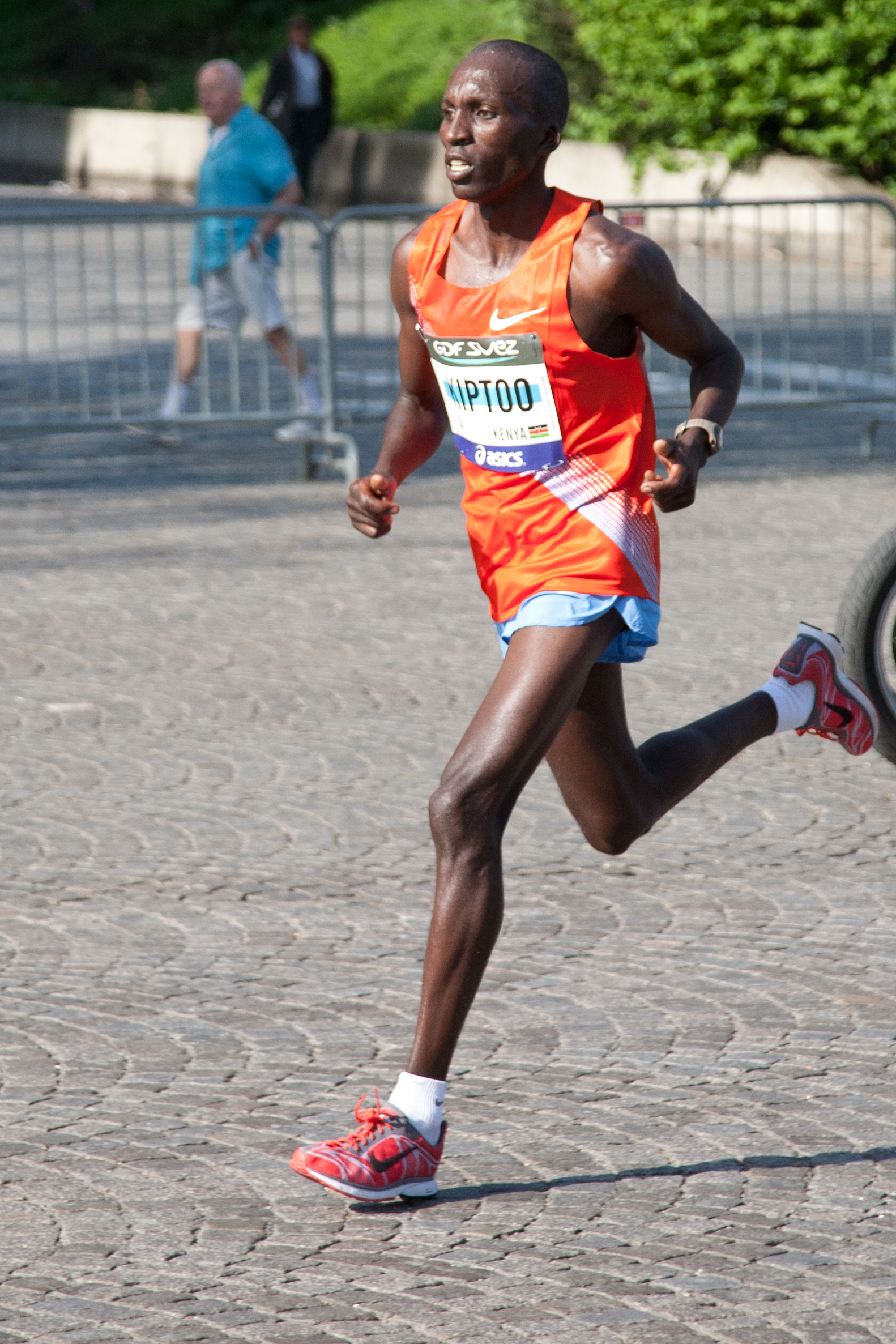
Benjamin Kolum Kiptoo auf dem Weg zum Siege beim Paris-Marathon 2011

Benjamin Kolum Kiptoo (* 1. Januar 1979) ist ein kenianischer Marathonläufer.
2007 wurde er in Zweiter des Lausanne-Marathons in 2:12:25 h. Im Jahr darauf siegte er beim Brescia-Marathon in 2:09:24 h und beim Peking-Marathon in 2:10:14 h.
2009 gewann er den Rom-Marathon in 2:07:17 h, der bis dahin schnellsten Zeit eines Läufers auf italienischem Boden. Bei den Leichtathletik-Weltmeisterschaften in Berlin erreichte er nicht das Ziel, und beim Frankfurt-Marathon wurde er Siebter.
2010 wurde er Vierter beim Paris-Marathon und stellte beim Chuncheon-Marathon mit 2:07:54 h einen Streckenrekord auf. Im folgenden Jahr gewann er den Paris-Marathon mit seiner persönlichen Bestzeit von 2:06:31 h.